# Zeger van Brabant

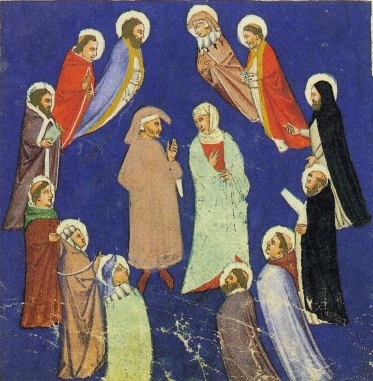
Dante en Beatrice omringd door twaalf wijzen, onder wie Siger van Brabant, rechtsboven in het rood in Dantes paradijs (MS Thott 411.2, 15e eeuw)

Zeger of Siger van Brabant (Latijn: Sigerus of Sigerius de Brabantia) (Brabant rond 1235/1240 – Orvieto, na 1278, maar voor 10 november 1284) was een dertiende-eeuwse filosofieleraar aan de Parijse faculteit der vrije kunsten. Hij vertegenwoordigde een radicaal aristotelisme, dat nauw aansloot op de Aristoteles-commentaren van de twaalfde-eeuwse Andalusische, islamitische wijsgeer Averroes. Om die reden werd de stroming, waar Zeger de belangrijkste vertegenwoordiger van was, vanaf de negentiende eeuw in navolging van het door Thomas van Aquino in het leven geroepen begrip averroista („averroïst“) ook als averroïsme aangeduid.

## Leven en leer
De persoon en de werken van Zeger van Brabant zijn vanaf de 16e eeuw eeuwenlang in de vergetelheid geraakt en werden pas vanaf de negentiende eeuw dankzij het door Ernest Renan en Pierre Mandonnet geïnitieerde wetenschappelijke onderzoek geleidelijk aan herontdekt. In de toekenning, datering en interpretatie van de overgeleverde geschriften, in de beoordeling in hoeverre zij afweken van de orthodoxe, en niet in de laatste plaats, hoe Thomas van Aquino en Dante Alighieri zich tot Zeger van Brabant verhouden, is het wetenschappelijk onderzoek rijk aan controverses en moet nog veel verduidelijkt worden.
Zeger van Brabant studeerde tussen 1255 en 1257 aan de faculteit van de vrije kunsten in Parijs. In 1266 was Zeger van Brabant als filosofieleraar verbonden aan de Sorbonne. In de daaropvolgende tien jaar schreef hij zeker zes werken, die met een grote mate van waarschijnlijkheid aan hem kunnen worden toegeschreven.

### Aristotelisme in Parijs
Terwijl de logische werken van Aristoteles, in de vertaling en becommentariëring van Boethius, samen met diens bewerking van de Isagoge van Porphyrius sinds de vroege middeleeuwen tot de vaste leerstof van de Latijnse artes waren gaan behoren, waren de overige werken van Aristoteles - de natuurfilosofische geschriften en de vier boeken, De anima, de Metafysica, de Ethica Nicomachea en de Politika - pas sinds de 12e eeuw door vertalingen uit het Arabisch en het Grieks bekend geworden. Behalve deze nieuwe werken van Aristoteles kwamen daarnaast ook vertalingen van Arabische Aristotelescommentaren beschikbaar, met name die van Averroës en Avicenna, alsmede ook werken van Maimonides en het pseudo-aristotelische werk Liber de causis.
Zowel in de filosofie als de theologie kwam de relatie tussen de rede (scientia) en het geloof (fides) hierdoor in een nieuw spanningsveld te liggen. Tot dan toe was in principe de augustinische overtuiging leidend geweest. De rede kon  weliswaar niet het laatste mysterie van het geloof doorgronden, maar was daar ook niet in onoplosbare tegenspraak mee. Vanuit haar kant kon de theologie zich met vertrouwen van de rationele kennisaspecten in de filosofie bedienen.
In het licht van de nieuwe aristotelische geschriften, hun alles overtreffende systematiek en argumentatieve gestrengheid werd dit vertrouwen nu broos. In Parijs kwam het sinds 1210 herhaaldelijk tot verboden, die in eerste instantie alleen nog de colleges over en de becommentariëring van de natuurfilosofische werken betrof, maar waar later ook de metafysica bij werd inbegrepen. Pas in 1255 nam de Parijse faculteit van de vrije kunsten het Aristotelische corpora zonder beperkingen in zijn geheel in haar curriculum op. Hierdoor werd het werk van Aristoteles tevens verplichte stof voor alle studenten (inclusief de theologiestudenten), dit aangezien een afgeronde studie in de vrije kunsten een noodzakelijke voorwaarde was om aan een vervolgstudie aan een van de andere drie faculteiten deel te nemen. Het zal geen verbazing wekken dat dit bij de theologische faculteit tot de nodige weerstand leidde.
Vooral de door Augustinus geïnspireerde franciscanen lieten zich, bij monde van haar woordvoerder Bonaventura na 1267 meerdere keren kritisch uit, niet zozeer over Aristoteles zelf, als wel tegenover diens contemporaine uitleggers. In zoverre dat hij zich uitsprak voor de wetenschappelijke systematisering van de theologie door gebruik te maken van de middelen, die de aristotelische filosofie bood, nam Thomas van Aquino een bemiddelende positie in. Aan het licht komende tegenstrijdigheden weet hij aan een verkeerde aanwending van de filosofische methode van Aristoteles. Ondertussen slaagden de filosofieleraren aan de faculteit der vrije kunsten er steeds beter in een accurate en filosofisch stringente uitleg van het systeem van Aristoteles te geven. Hierdoor werden zij ook steeds zelfbewuster bij het trekken van conclusies, waardoor zij steeds meer in openlijke tegenspraak kwamen met sommige van de fundamentele leerstellingen van de Kerk. In de vorige eeuw was Averroës al tegen hetzelfde probleem aangelopen.

### Stellingen van Zeger van Brabant
Als een van de exponenten van deze zelfbewuste houding verschijnt Zeger van Brabant, over wiens achtergrond en eerdere leven verder zo goed als niets bekend is, in 1266 voor het eerst in het licht der geschiedenis als een meester (magister) van de Faculteit der vrije kunsten en belangrijker als leider van de Picardische natie (pars Sigerii) aan de Universiteit van Parijs in niet nader genoemde ongeregeldheden  tussen de Franse en de Picardische naties (indelingen van studenten op basis van waar zij vandaan kwamen). Bij deze gelegenheid zou de pauselijk legaat Zeger van Brabant zelfs met executie hebben bedreigd aangezien Zeger de leider zou zijn geweest bij een aanval van de Picardische natie op de Franse. Aan deze bedreiging werd echter geen opvolging gegeven. In een later document van de Inquisitie wordt Zeger nog wel aangeduid als kanunnik van de Sint-Pauluskerk in Luik.
Samen met andere faculteitscollega's, in welk gezelschap met name Boëthius van Dacia zich door een aantal belangrijke geschriften onderscheidt, vertegenwoordigde Zeger van Brabant meerdere van de uit het oogpunt van de Katholieke Kerk problematische leerstellingen. In het bijzonder de eenheid van een boven het individu uitstijgend bewustzijn, een op alle mensen invloed hebbend intellect, met de daaruit  volgende sterfelijkheid van de individuele ziel, de eeuwigheid in plaats van de geschapenheid van de wereld, de  gedetermineerdheid van de natuur en ten slotte onmogelijkheid van bovennatuurlijke wonderen.
Weliswaar stelde hij zulke leerstellingen voor als rationele, zich onvermijdelijk opdringende logische conclusies, die langs filosofische weg (via philosophica) tot stand waren gekomen, toch bleef hij zich door zijn toelichting, dat hij niets meer deed dan de filosofische middelen toe te passen om zo de bedoelingen van Aristoteles te verklaren, ook steeds indekken, waarbij in het geval dat de door Aristoteles ingegeven logische conclusies in strijd met de geopenbaarde waarheden van het geloof bleken te zijn, aan deze laatste geopenbaarde waarheden principieel voorrang moest worden gegeven.
Zeger van Brabant was ook belangrijk omdat hij het averroisme in zijn geheel accepteerde. Het Averroïsme was controversieel, omdat het de filosofie van Aristoteles onderwees, zonder dat deze filosofie was ingekaderd binnen het christelijk geloof. Daarom werd Zeger beschuldigd van het onderwijzen van "dubbele waarheden"; hij zou zeggen dat iets waar is, gebaseerd op de rede, maar zou tegelijkertijd, gebaseerd op het geloof, het tegendeel beweren.

### Veroordeling door Thomas van Aquino
Aangezien deze ontwikkeling de tegenstrijdigheden tussen de aristotelische filosofie en de kerkelijke doctrines duidelijk aan de oppervlakte liet komen, zag Thomas van Aquino door deze ontwikkeling aan de faculteit van de vrije kunsten zijn eigen concordantieproject in gevaar komen. Daarbij kwam nog het besef dat hij op enkele punten tot vergelijkbare resultaten als Zeger van Brabant was gekomen. Wanneer hij niet op ten minste enige punten afstand zou nemen van de leerstellingen van Zeger van Brabant, zou zijn centrumfunctie en bemiddelende rol gevaar kunnen gaan lopen. Thomas liep het gevaar dat minder genuanceerde denkers zijn positie gelijk zouden stellen met de meer radicale positie van Zeger van Brabant cum suis.
In de De unitate intellectus contra averroistas zette Thomas van Aquino zich in 1270 met scherpe kritiek af tegen de algemeen als bijzonder schandalig ervaren averroistische leer over de eenheid van het intellect. Van deze leer had ook zijn leraar, Albertus Magnus, zich in 1256 sterk gedistantieerd. Thomas beriep zich in zijn stellingname uitdrukkelijk niet op de "documenta fidei". Hij wil de geopenbaarde waarheden van de Bijbel niet tegen de filosofie uit spelen. Als onderdeel van een zich tot filosofische- en filologisch argumenten beperkende bewijsvoering probeerde hij veel meer om Averroës en zijn volgelingen filosofische fouten en een verbastering van de standpunten van Aristoteles aan te wrijven.
Zijn betoog richtte zich niet zozeer tegen Averroës in het algemeen (Averroës was en bleef voor Thomas van Aquino en de gehele scholastiek immers een van de belangrijkste hulpmiddelen voor de toegang tot Aristoteles), maar de kritiek van Thomas beperkte zich tot de specifieke vraag naar de eenheid van het intellect. Zeger van Brabant, die met zijn Quaestio-commentaar over het derde boek van De anima in het wetenschappelijk onderzoek als de eigenlijke geadresseerde van deze kritiek geldt, werd daarbij door Thomas niet bij naam genoemd, maar op hem betrekt men het wel, wanneer Thomas in de laatste zin de uitdaging uitspreekt, dat men tegenspraak tegen zijn betoog, wanneer überhaupt, open en schriftelijk naar voren moet brengen, in plaats van dit te doen in verborgen hoekjes (in angulis) of bij het onderwijs aan tot oordeel nog niet in staat zijnde knapen.

### Veroordeling van 1270
Deze poging van Thomas van Aquino tot argumentatieve disciplinering kon de conservatieve fractie echter niet bevredigen. Étienne Tempier, voorheen zelf lid van de theologische faculteit, maar sinds 1263 kanselier van de universiteit en daarna sinds 1268 de bisschop van Parijs vaardigde in  december 1270 op straffe van excommunicatie een verbod uit op 13 dwalingen, zonder een van de potentiële excommunicanten bij naam te noemen. Zeger was in staat om alle 13 dwalingen zonder ook maar een uitzondering op zijn leer te betrekken, terwijl Thomas zich speciaal door artikel nr. 5, "dat de wereld eeuwig is" getroffen kon voelen, aangezien hij, ook in hetzelfde jaar 1270, aan deze vraag in De aeternitate mundi een bemiddelende precisering van zijn positie had gewijd. De veroordeling had voor geen van beide onmiddellijke gevolgen. Ook Zeger van Brabant, die in een nu verloren gegaan werk, De intellectu, Thomas van Aquino van repliek zou hebben gediend, kon zijn colleges voortzetten en ging door zijn opvattingen, weliswaar in deels verzwakte vorm, te verkondigen.
Door onzekerheden in de dateringen en toeschrijving van individuele werken lopen de meningen in het wetenschappelijk onderzoek uiteen over de vraag in hoeverre Zeger zijn posities aanpaste en aansluiting zocht bij het thomisme. In 1272 kwam het tot een nieuwe disciplinaire maatregel, toen de faculteit van de vrije kunsten alle onderwijsgevende leden op straffe van uitsluiting verbood zuiver theologische thema's, zoals de Drievuldigheid, te behandelen of ook bij vragen, die zowel de filosofie als het geloof betreffen, een antwoord contra fidem (tegen het geloof) te geven, waarbij in het laatste geval in aanvulling op de dreiging van uitsluiting van de faculteit ook met de beschuldiging van ketterij werd gedreigd. De vrije filosofie moest onder deze omstandigheden blijkbaar een  clandestien karakter aannemen. want in 1276 volgde een verbod van de faculteit om in het geheim of in privékringen te doceren.

### Veroordeling van 1277
In brieven van 18 januari en 28 april 1277 kondigde paus Johannes XXI bij bisschop Tempier onderzoeken aan op grond van bij geruchte bekend geworden ketterse activiteiten "van een aantal studenten van zowel de faculteit der vrije kunsten als ook de theologische faculteit" (nonnulli tam in artibus quam in theologica facultate studentes Parisii). Aangespoord door het eerste van deze twee schrijvens of misschien ook op basis van eigen al geruime tijd voorbereid onderzoek, reageerde Tempier voor onze tegenwoordige begrippen snel. Hij publiceerde reeds op 7 maart 1277 een catalogus van voortaan 219 dwalingen. De veroordeling was specifiek tegen de leden van de Faculteit der vrije kunsten gericht als voornaamste verspreider van de dwalingen, maar noemde hen echter geen enkele keer bij naam. Door tijdgenoten werd de veroordeling als een directe aanval op Zeger van Brabant en Boëtius van Dacia gezien. Ook standpunten van Thomas van Aquino - die drie jaar eerder was overleden - werden door deze veroordeling geraakt. Hierdoor werd men in 1325 gedwongen meerdere op zijn doctrine betrekking hebbende dwalingen, met het oog op zijn intussen gevolgde heiligverklaring (1323), weer officieel door een opvolger van Tempier uit de lijst van 219 dwalingen te verwijderen.
De misschien wel ernstigste beschuldiging, of tenminste de beschuldiging waar het wetenschappelijk onderzoek zich het meest mee bezig heeft gehouden, wordt reeds in de preambule van de veroordeling geformuleerd, namelijk het verwijt, de leer "van twee gelijkelijk tegengestelde waarheden" (quasi sint contrariae duae veritates) te verbreiden, volgens welke er zowel een waarheid secundum philosophiam als een ander waarheid secundum fidem catholicam zou bestaan. In deze eenduidige vorm wordt deze beschuldiging echter niet ondersteund door passages in de bewaard gebleven geschriften van Zeger van Brabant of andere tijdgenoten. Waar Zeger überhaupt aan tegenstrijdigheden in zijn beweringen over fides (het geloof) refereert, stelt hij zich veeleer steeds op het standpunt prioriteit te geven aan de geloofsdoctrine als zijnde de veritas (waarheid), daar waar deze in strijd zijn met zijn filosofische beweringen, hoewel deze laatsten in filosofische zin volgens hem bewijsbaar waren.
Zeger werd hierna onder verdenking van ketterij opnieuw voor de inquisitie gedaagd. Dit zou in het bijzonder verband hebben gehouden met zijn werk Impossibilia, waarin het bestaan van God wordt besproken.

### Einde van zijn leven
Op het moment van zijn veroordeling in 1277 had Zeger Parijs al verlaten en zich blijkbaar op Luik teruggetrokken, van waaruit hij met twee andere voormalige leden van de Faculteit der vrije kunsten in Parijs op 23 november 1276 voor de inquisiteur van Frankrijk, Simon du Val wordt geciteerd. Het is onbekend of Zeger zich voor deze inquisitoire rechtbank heeft gesteld. Van het weinige overgebleven is de getuigeniswaarde niet geheel onbetwist. Er liggen echter wel vrij eenduidige documenten voor, waar wordt gesteld dat hij zich naar Orvieto begaf, om zich daar voor de pauselijke Curie te verantwoorden. In Orvieto zou hij voor november 1284 om het leven zijn gekomen.
Van 10 november 1284 dateert een brief van de franciscaan en aartsbisschop John Peckham, die van 1269 tot en met 1271 rector van de Universiteit van Parijs was. Peckham was daar een geïnvolveerde vertegenwoordiger van de conservatieve fractie geweest en in zijn brief merkte hij met tevredenheid over Zeger van Brabant en Boëtius van Dacia op dat beide snoodaards in Italië een ellendig einde hadden gevonden. Een van de uitweidingen in de kroniek van Martin van Troppau deelt mede dat Zeger kort na zijn aankomst bij de Curia door zijn eigen secretaris in een aanval van waanzin zou zijn dood gestoken (ibique post parvum tempus a clerico suo quasi dementi perfossus periit). In dat geval zou zijn dood eerder aan het eind van de jaren zeventig van de dertiende eeuw moeten worden geplaatst.  Zijn critici claimden dat Zeger veel kwaad met zijn pen had aangericht, zodat het slechts een kwestie van gerechtigheid was dat hij door middel van zijn eigen pen was gedood. Dit aspect maakt deze versie van zijn dood minder waarschijnlijk.
In het Italiaanse gedicht, Il Fiore, waarvan de auteur Durante soms wordt geïdentificeerd met Dante Alighieri, staat de personificatie van de hypocrisie, Falsembiante, er zich op voor Zeger bij de curie in Orvieto een pijnlijk einde met het "zwaard" bereid te hebben (Mastro Sighier non andò guari lieto: / A ghiado il fe’ morire a gran dolore / Nella corte di Roma, ad Orbivieto [Fiore 92,9-11]), wat de overigens niet zo waarschijnlijke gedachte aan een executie kan suggereren, maar ook minder concreet een door boosaardigheid en geniepigheid begeleide gewelddadige dood omschrijven kan, wat dan nog enigszins verenigbaar zou zijn met de andere getuigenissen over zijn dood.
Dante zegt ten slotte in de Paradiso (x.134-6) dat hij (Zeger) "traag de dood vond", waaruit sommigen de conclusie hebben getrokken dat Zeger van Brabant zelfmoord zou hebben gepleegd. Aangezien Dante, afhankelijk van wanneer de gebeurtenissen plaatsvonden zelf tussen de 13 en 19 jaar oud was, en in Florence, relatief dicht bij Orvieto, opgroeide, is het zeer waarschijnlijk dat hij goed op de hoogte moet zijn geweest over de gebeurtenissen rondom de dood van Zeger van Brabant.

## Werken
- De anima intellectiva (1270)
- Quaestiones logicales
- Quaestiones naturales
- De aeternitate mundi
- Quaestio utrum haec sit vera
- Homo est animal nullo homine existente
- Impossibilia

### Elektronisch beschikbare teksten
- (la)  Siger: Quaestiones in tertium de anima
- (en)  Siger: Questions on Book III of the De anima intellectiva (In het Engels vertaald door Robert Pasnau)
- (la)  Siger: Quaestiones in tertium de anima, qu. IX: Utrum sit unus intellectus in omnibus
- (la)  Siger: De anima intellectiva, cap. VII: Utrum anima intellectiva multiplicetur multiplicatione corporum humanorum
- (la)  Siger: De aeternitate mundi
- (fr)  Siger: Questions sur la Métaphysique, Reportation de Vienne, Livre VI, Commentaire 1 (in het Frans vertaald door Fabienne Pironet)
- (la)  Thomas van Aquino: De unitate intellectus contra Averroistas
- (la)  Étienne Tempier: Catalogus van de 219 in 1277 veroordeelde stellingen

## Secundaire literatuur
- (en)  T. Dodd: The life and thought of Siger of Brabant, thirteenth-century Parisian philosopher: an examination of his views on the relationship of philosophy and theology. E. Mellen Press, Lewiston 1998, ISBN 0773484779
- (fr)  F. Van Steenberghen: Maître Siger de Brabant. Publications Universitaires, Louvain; Vander-Oyez, Parijs; 1977 (= Philosophes médiévaux, 21), ISBN 2801700630
- (nl)  F. Van Steenberghen, art. Zeger van Brabant, in Nationaal Biografisch Woordenboek 3 (1968), coll. 975-986.
- (fr)  J.J. Duin: La doctrine de la providence dans les écrits de Siger de Brabant: textes et étude. Institut Supérieur de Philosophie, Leuven 1954 (= Philosophes médiévaux, 3)
- (fr)  P. Mandonnet: Siger de Brabant et l’averroïsme latin au XIIIme siècle: étude critique et documents inédits. Librairie de l’Université, Fribourg (Zwitserland) 1899; 2de herziene en uitgebreide editie: Siger de Brabant et l’averroïsme latin au XIIIme siècle, 1. Étude critique, Institut Supérieur de Philosophie de l’Université, Leuven 1911; 2. Textes inédits, ibd. 1908.
- (fr)  E. Renan: Averroès et l’averroïsme: essai historique. Auguste Durand, Parijs 1852; 3de herziene en uitgebreide editie, Levy, Parijs 1866; herdruk van de 3de uitgave: Instituut voor de geschiedenis van de Arabisch-Islamitische wetenschappen aan de Johann Wolfgang Goethe-Universiteit, Frankfurt 1985 (= Publicaties van het instituut voor de geschiedenis van de Arabisch-Islamitische wetenschappen, B.1); andere nieuwe uitgave met een Franstalig voorwoord van Alain de Libera: Maisonneuve & Larose, Parijs 1997, ISBN 2706812893